# Liste der Baudenkmäler in Dörfles-Esbach
Auf dieser Seite sind die Baudenkmäler in der oberfränkischen Gemeinde Dörfles-Esbach zusammengestellt. Diese Tabelle ist eine Teilliste der Liste der Baudenkmäler in Bayern. Grundlage ist die Bayerische Denkmalliste, die auf Basis des Bayerischen Denkmalschutzgesetzes vom 1. Oktober 1973 erstmals erstellt wurde und seither durch das Bayerische Landesamt für Denkmalpflege geführt wird. Die folgenden Angaben ersetzen nicht die rechtsverbindliche Auskunft der Denkmalschutzbehörde.

## Baudenkmäler in Esbach
| Lage                             | Objekt       | Beschreibung | Akten-Nr.             | Bild         |
| -------------------------------- | ------------ | --- | --------------------- | ------------ |
| Lauterbergstraße 6 (Standort)    | Wohnhaus     | Altes Wohnhaus eines Bauernhofs, Sandsteingebäude, Teile des Baus von 1840, Verschieferung in deutscher Schablone mit Spuren von Bemalung; Sandsteintried | D-4-73-120-1 Wikidata | Wohnhaus     |
| Von-Werthern-Straße 3 (Standort) | Gutshaus     | Spätklassizistisches Gutshaus, villenartig, zweite Hälfte 19. Jahrhundert; mit Ausstattung; zugehörig englischer Garten                                   | D-4-73-120-2 Wikidata | Gutshaus     |
| Weinbergstraße 1 (Standort)      | Walmdachhaus | Erste Hälfte 19. Jahrhundert mit neuklassizistischem Putzdekor von „1915“ (bezeichnet), Sandsteintried                                                    | D-4-73-120-3 Wikidata | Walmdachhaus |